# Smiljan Franjo Čekada
Smiljan Čekada, celotno ime Smiljan Franjo Čekada, bosenski nadškof, * 29. november 1902, Donji Vakuf (Avstro-Ogrska, danes Bosna in Hercegovina), † 18. januar 1976, Sarajevo.

## Življenjepis

### Družina in mladost
Smiljan Čekada se je rodil 29. novembra 1902 v Dolnjem Vakufu v srednji Bosni – danes država Bosna in Hercegovina, entitet Federacija.  Po nekaterih virih naj bi se rodil 29. avgusta 1902. Sedemdesetletnico rojstva pa je kot nadškof vsekakor obhajal 29. novembra 1972, kot poroča koledar “Dobri Pastir”. Zato je kot rojstni datum zadosti izpričan v virih 29. november in 29. avgust lahko mirno zanemarimo. 
Oče je bil učitelj Andrija Čekada, mati pa Anđelka, rojena Karlović. Poleg njega sta postala duhovnika še njegova brata Čedomil in Milivoj. Splošno je bilo znano, da je bil slovenskih korenin, verjetno po očetu, in je govoril brezhibno slovenščino.
Smiljanov brat – duhovnik in časnikar Čedomil - se je rodil 6. novembra 1896 kot najstarejši od devetih bratov.
V tistem času je oblast pogosto premeščala učitelje; tako se je Čedomil rodil v hercegovskem Posušju, medtem ko se je njegov mlajši brat Smiljan 6 let pozneje rodil v bosenskem Donjem Vakufu.

## Cerkvene službe
1. Posvečen za duhovnika: 5. april 1925
2. Imenovan za pomožnega vrhbosenskega škofa: 6. junij 1939 z nazivom naslovni škof Pharbaethus-a
3. Posvečen za škofa: 6. avgust 1939 kot naslovni škof Pharbaethusa
4. Imenovan za škofa Skopja: 18. avgust 1940 (tedaj: Jugoslavija, danes: Severna Makedonija)
5. Imenovan za vrhbosenskega pomožnega nadškofa s pravico nasledstva: 12. junij 1967 z nazivom Naslovni nadškof Thibuzatebum-a
6. Postal vrhbosenski nadškof: 13. januar 1970.[17]

### Duhovnik
V duhovnika Vrhbosenske nadškofije (Sarajevo) je bil posvečen 5. aprila 1925. Najprej je odšel za župnijskega upravitelja v Župnijo Jelaške pri Olovem. Kmalu ga je nadškof Ivan Šarić poslal na študij v Rim, na Papeško univerzo Gregoriano. Po doktoratu leta 1928 se je vrnil v Sarajevo in postal veroučitelj in vzgojitelj v društvu »Kralj Tomislav« (Hrvatsko kulturno društvo »Napredak« = Hrvaško kulturno društvo "Napredek"). Od 11. novembra 1928 do 30. julija 1933 je bil urednik tednika Katolički tjednik (=Katoliški tednik).

### Škof in nadškof
Med službovanjem na Župniji Bosanski Brod je prejel 6. junija 1939 imenovanje za vrhbosanskega pomožnega škofa. Kmalu nato, 18. avgusta 1940, je bil imenovan za skopskega škofa, kjer je nasledil Slovenca Janeza Frančiška Gnidovca.  

### Pomoč preganjanim, zlasti Judom
Ko je nacistična Nemčija napadla Jugoslavijo na cvetno nedeljo, 6. aprila 1941, ni bil bombardiran le Beograd, ampak tudi Skopje. Takrat je bila razdejana tudi škofijska palača in Čekada je skoraj po čudežu ostal živ, saj je bil hudo ranjen. Makedonija je bila razdeljena med sosednje države; nacistična ideologija pa je na prvo mesto stavila pregon in iztrebljenje Judov. Škof je od vsega začetka pridigal o evangeljski pravičnosti in enakosti vseh ljudi, ne glede na narodnost ali raso. V pismu načelniku policije je protijudovsko akcijo označil za boleč pojav, ki je nasproten Božji postavi. Poskušal je pomagati makedonskim Judom, ki so jih nacisti zbirali po celi Makedoniji in jih odpeljali v Skopje, od koder so jih nameravali deportirati v taborišča v zasedeni Poljski. Od oblasti je zahteval, da mu omogočijo vsaj obisk pripornikov in da naj z njimi ravnajo po človeško. Prosil je, da naj izpustijo vsaj katoliške Jude. Policijski poveljnik na njegove pritožbe ni niti enkrat odgovoril. Zato se je odločil, da bo ukrenil vsaj nekaj, saj je videl, da prosi in protestira brez slehernega učinka.

## Smrt in spomin

### Smrt in pogreb
Nadškof Smiljan Franjo Čekada je umrl v Sarajevem 18. januarja 1976. Izpolnili so mu njegovo željo in ga pokopali v družinski grobnici na sarajevskem mestnem pokopališču Bare.
Pet let pozneje, 28. septembra 1981, so v to družinsko grobnico pokopali njegovega najstarejšega brata Čedomila, ki je umrl v Dubrovniku 26. septembra 1981. O njegovem življenju in delu so priredil v Sarajevem simpozij 1997 ter obenem izdali zbornik z naslovom „Čedomil Čekada: Život u službi riječi“ (=Življenje v službi besede).
Po zadnji prenovi so posmrtne ostanke nadškofa Smiljana prenesli 28. oktobra 2011 v grobnico v sarajevski stolnici, ki jo je dal zgraditi prvi bosensko-hercegovski nadškof in Božji služabnik Josip Stadler.

### Pravični med narodi
Leta 2010 je bil vrhbosenski nadškof Smiljan Čekada posthumno razglašen za Pravičnega med narodi, s katerim je Izrael potrdil, da je med službovanjem kot skopski škof reševal Jude za ceno lastnega življenja iz koncentracijskih taborišč druge svetovne vojne. Medalja Pravični med narodi je bila podeljena še živečim dedičem brata Vladimirja ob odprtju Spominskega centra holokavsta v Skopju 10. marca 2011.
Že od začetka druge svetovne vojne si je prizadeval za pomoč preganjanjim in ogroženim. Med njimi so bili tudi Judje, ki jih je nacistična ideologije imela za svoje prve sovražnike in jih je zato hotela iztrebiti. Kot škof v Skopju si je zaman prizadeval za osvoboditev in pomoč ujetim Judom; uspelo pa mu je pomagati nekaterim otrokom Judov ujetih in v uničevalna taborišča odpeljanih Judov, ki se niso nikoli več vrnili. Najmanj štiri dečke je dal duhovnikom svoje škofije, da nanje pazijo, jih hranijo in vzgajajo. Bili so nastanjeni na Kosovem v nunskih samostanih, zlasti v od radovednih oči skriti in odročni Letnici. Čekada je sam posvojil deklico Eriko Weingruber, za katero je očetovsko skrbel in jo dal k redovnicam v Janjevo. Med rešenimi dečki sta bila tudi Saul Gatenho (*1940) in Albert Musafia (*1936).